# Baron Van Neemweggen
Baron Van Neemweggen, meestal kortweg de Baron genoemd, is een personage uit de Bassie en Adriaan-hoorspelen en -televisieseries. Hij is de aartsrivaal van Bassie en Adriaan en de leider van verschillende boevenbendes waarmee het duo het aan de stok krijgt.

## Introductie
De Baron kwam voor het eerst voor in de hoorspelen van Bassie en Adriaan.
Zijn stem werd hier ingesproken door Aad van Toor, die eveneens Adriaan speelde.
In de hoorspelen laat de Baron zich vergezellen door zijn handlangers Ping Poen de Chinese boef en Vlugge Japie de slotenkraker.
Toen deze hoorspelen werden bewerkt voor de televisieserie Het geheim van de schatkaart (1987) nam Van Toor wederom de rol van de Baron op zich. In de televisieseries zijn de handlangers het duo Vlugge Japie en B2, die slechthorend is.
Laatstgenoemde is afkomstig uit een andere bende waar Bassie en Adriaan het eerder mee aan de stok hadden.
Aad vond namelijk dat Ping Poen niet geloofwaardig zou overkomen op televisie en besloot hem daarom te vervangen door B2.
Aangezien het spelen van een dubbelrol voor Aad van Toor moeilijk te combineren was met het regisseren van een volledige avonturenserie, werd de rol van de Baron in De verdwenen kroon (1988) overgenomen door Paul van Gorcum, die al eerder in Bassie en Adriaan-producties had meegespeeld.
Van Gorcum speelde de Baron in alle volgende series waarin het personage voorkwam.
Pas vanaf De geheimzinnige opdracht werd de achternaam Van Neemweggen ook genoemd in de serie.
In de eerste aflevering van deze serie worden B2 en Vlugge Japie vervangen door B100 de pechvogel en Handige Harry de bommenmaker.
Alle handlangers van de Baron spreken hem aan als "Baas".
De Baron gebruikt verscheidene snacks als scheldwoorden ''bal gehakt! frikandel!'' en stoot zijn catchphrase "drommels, drommels, (en nog eens) drommels!" uit.
Hij heeft in de series een'' allergie '' ontwikkeld voor Bassie en Adriaan: hoe dichterbij ze komen, hoe zenuwachtiger de Baron wordt.

## De Baron door de jaren heen
Door de jaren heen is zijn uiterlijk en karakter geleidelijk aan veranderd, ook zijn leefsituatie verandert mee met de series. Daarnaast heeft hij in de laatste twee series geheel andere motieven dan in de eerste series.

### Het geheim van de schatkaart
Dit is de eerste serie waar het personage in voorkomt. De rol wordt hier nog gespeeld door Aad van Toor. In deze serie is de Baron een gemene, sluwe en authentieke schurk die zichzelf erg deftig over laat komen. Hij gaat gekleed in een grijs gestreept kostuum met een wit overhemd en een grijze gestreepte stropdas. Hij heeft halflang grijs krullend haar met een grote snor en lange bakkebaarden. Verder draagt hij steevast een monocle die zit aan een kort kettinkje in het haar voor zijn rechteroog en loopt met een wandelstok.
Aad van Toor baseerde de naam en het uiterlijk van de Baron op een zwerver die vroeger deftig op kermissen rondliep met zijn wandelstok. De man had grijze haren en werd door iedereen 'de baron' genoemd.
De Baron woont in een grote villa en heeft een papegaai genaamd Cornelis (Het dier was in het echt van Aad van Toor zelf en heette Kobus). De Baron is een crimineel meesterbrein die inbraken organiseert samen met zijn handlangers B2 en Vlugge Japie, terwijl hij voor de politie tot dan toe altijd een grote onbekende is gebleven. Het verandert echter als hij Bassie en Adriaan voor het eerst tegen het lijf loopt terwijl de boeven tijdens een inbraak door het duo betrapt worden. Tijdens een andere inbraak in een grote villa vindt de Baron een oud document, waarin een schatkaart, achter een schilderij van een schip met de naam de Gefioen, wordt vermeld. De boeven waren er via een marktkoopman achter gekomen dat Bassie en Adriaan in het bezit zijn van dat schilderij en de schatkaart. En zo proberen de boeven gedurende de serie de schatkaart van het duo te stelen en later reizen de boeven Bassie en Adriaan achterna tijdens de schattenjacht op Lanzarote.

### De verdwenen kroon
Vanaf deze serie is de rol overgenomen door Paul van Gorcum. Deze zette eveneens een gemene en slimme schurk neer die zichzelf heel geniaal vindt en wiens plannen enkel fout aflopen door toedoen van "die vervelende clown en die irritante acrobaat", hoewel Van Gorcum de rol in deze series een stuk drukker speelt en met meer charme. 
De Baron heeft hier een lichtgrijs/blauw geruit kostuum met een lichtblauw overhemd en rode stropdas met zwarte bolletjes. Verder draagt hij aan zijn linkerpols een gouden horloge en aan zijn rechterhand een gouden zegelring met een zwarte edelsteen. Hij heeft kort sluikhaar. De bakkebaarden zijn een flink stuk kleiner evenals de snor. De monocle zit hier vast aan een lang zwart touw dat in de revers zit. Voor de rest is het uiterlijk hetzelfde gebleven.
In het begin van de serie zijn de boeven uit de gevangenis ontsnapt en houden ze zich verborgen in een oud kasteel. Later beraamt de Baron een plan om een kostbare kroon uit het plaatselijke museum te stelen en daar 1 miljoen losgeld voor te vragen. Hij wil vervolgens dat Bassie en Adriaan dat losgeld komen brengen om hen in een val te lokken.

### De verzonken stad
In de volgende serie zijn de boeven opnieuw ontsnapt uit de gevangenis en naar Kreta gevlucht, in eerste instantie niet wetende dat Bassie en Adriaan daar op vakantie zijn. Wanneer de boeven het duo tegenkomen besluiten ze om hen in de gaten te houden met verrekijkers en hen af te luisteren door middel van een afluisterapparaat dat Vlugge Japie in hun hotelkamer heeft gemonteerd. Op die manier komen de boeven erachter dat Bassie en Adriaan een oude steen met vreemde tekens hebben gevonden. Zodra een aantal tekens zijn ontcijferd lijkt de steen naar een verborgen schat te verwijzen. De Baron is hier erg in geïnteresseerd. 
Vanaf deel 3 gaat de Baron luchtig gekleed in een witte hawaïblouse, bruine geruite broek, witte schoenen, witte hoed en een zonnebril. De wandelstok neemt hij mee als hij naar buiten gaat of naar een andere streek reist. Binnen in de schuilplaats legt hij de wandelstok aan de kant en zet hij zijn hoed af.

### De geheimzinnige opdracht (Op reis door Europa)
De Baron is aan het begin van de serie uit de gevangenis ontslagen. Hij is dan alleen nog samen met Vlugge Japie, want B2 zit nog steeds in de gevangenis, omdat hij niet heeft gehoord dat hij vandaag zou worden ontslagen. Zo gauw de Baron aan Vlugge Japie duidelijk maakt, wraak te willen nemen op Bassie en Adriaan, wil Japie niets meer met hem te maken hebben en rent weg. Nu hij ook Vlugge Japie kwijt is, laat hij zich vergezellen door B100 en Handige Harry. De Baron is boos omdat hij door Bassie en Adriaan een paar keer in de gevangenis terecht is gekomen en wil wraak op ze nemen. De Baron steelt een jachtschip en vaart gedurende de serie op zijn boot door verschillende wateren in Nederland, terwijl Handige Harry meevaart en zichzelf bezighoudt met het maken van een bom, zodat die gebruikt kan worden voor een bomaanslag op het duo. Ondertussen is B100  [B100 zegt zelf B een nul nul] gedurende de serie op zoek naar Bassie en Adriaan, hij reist het duo continu achterna en houdt telefonisch contact met de Baron. 
Vanaf de serie van De geheimzinnige opdracht heeft de Baron een obsessie voor wraak op Bassie en Adriaan. Zijn karakter en uitstraling zijn veranderd ten opzichte van de vorige series. In plaats van een geniale schurk lijkt hij nu meer op een komisch heethoofd, die door zijn driftaanvallen de problemen alleen maar erger lijkt te maken wanneer er iets fout gaat. Hij is heel vrolijk en zeer hoopvol wanneer de zaken goed lijken te gaan. Maar wanneer de zaken anders lopen dan hij wenst, raakt hij snel oververhit en houdt hij zich niet meer onder controle, wat tot komische situaties leidt. Wanneer hij bijvoorbeeld B100 aan de telefoon spreekt en hoort dat deze Bassie en Adriaan weer is kwijtgeraakt door zijn eeuwige pech, breekt de Baron om de haverklap een telefoonhoorn. En Handige Harry laat op zijn beurt vaak genoeg "de boem" in het bijzijn van de Baron ontploffen. Hierop besluit de Baron Bassie en Adriaan zelf te volgen. Hiervoor stuurt hij een walkman naar Bassie, waarin Harry een zender heeft verwerkt. Telkens als Bassie deze walkman aanzet, verschijnt hierdoor een signaal op een scherm in zijn boot waarop een landkaart is te zien, zodat Handige Harry precies kan zien waar Bassie en Adriaan zich bevinden. Dit geeft hij dan door aan de Baron zodat deze B100 hier naartoe kan sturen in de hoop op deze manier alsnog wraak op hen te nemen.
Ook het uiterlijk is veranderd: zo heeft hij geen wandelstok meer bij zich en draagt de Baron een wit gestreept kostuum met een roze overhemd en een zwarte stropdas met daarop patronen van varkenshoofden. Van Gorcum heeft overigens deze kledij zelf samengesteld. Zijn haar is veel witter geworden, hij draagt nu een heel kort en krullend kapsel met een scheiding in het midden.

### De reis vol verrassingen(Op reis door Amerika)
Een paar jaar later in de laatste serie is het haar van Paul van Gorcum volledig wit geworden en draagt de Baron z'n haar zoals Van Gorcum het in het echt ook heeft, namelijk kort, krullend en naar achteren gekamd. Ook heeft hij nu een wit krullende bakkebaard gekregen. In deze serie draagt de Baron verschillende kleding, die Paul van Gorcum ook weer zelf heeft samengesteld. In het begin van de serie draagt hij nog een wit kostuum. Wanneer de rondreis door Amerika begint draagt de Baron een lichtblauw overhemd met een groen/blauw kostuum met sierlijke patronen erop en draagt daarbij oranje schoenen. Tijdens zijn verblijf in warmere streken draagt de Baron een safari-pak met een bolvormige safari-hoed. De monocle wordt niet meer met regelmaat gedragen. Hij draagt deze voornamelijk wanneer hij een tekst aan het lezen is of wanneer hij iets beter wil bekijken of bestuderen. Zijn karakter en gedrag zijn hetzelfde gebleven als in de serie van De geheimzinnige opdracht, echter wel wat verder uitvergroot. Zo is hij zelf ook niet al te snugger en maakt de Baron zelf ook fouten. Hij heeft bijvoorbeeld zelf ook een paar keer "de boem" op het verkeerde moment laten ontploffen.
Gedurende de hele serie reizen de boeven het duo achterna en proberen via allerlei plannen het duo te grazen te nemen.

### Keet & Koen en de speurtocht naar Bassie & Adriaan
Jaren later in de afscheidsfilm is de Baron bejaard geworden. De rol wordt gespeeld door Aad van Toor. Zijn uiterlijk is hetzelfde gebleven zoals in de laatste series in Europa en Amerika. Zo draagt de Baron een wit gestreept kostuum en een roze stropdas. De wandelstok uit Het geheim van de  schatkaart, De verdwenen kroon & De verzonken stad is ook weer terug. Hij laat zich vanaf nu weer vergezellen door de ook bejaarde Vlugge Japie, die met een rollator loopt. Bassie en Adriaan worden in opdracht van de Baron, vlak voordat zij een grote onderscheiding krijgen, ontvoerd door Jonkheer De Wit. Omdat de Baron na al die jaren nog steeds boos is dat hij door Bassie en Adriaan een paar keer in de gevangenis terecht is gekomen wil hij alsnog wraak op ze nemen. De Jonkheer is een neefje van de Baron, die zich weer laat vergezellen door B1001 en Linke Leo. Straatartiesten Keet en Koen starten met een zoektocht naar Bassie en Adriaan en de boeven. Gedurende de hele film reist het duo de boeven achterna en proberen ze via allerlei plannen de boeven en de Baron te grazen te nemen.

## Trivia
- De Baron zegt in het begin van De geheimzinnige opdracht dat hij door Bassie en Adriaan in de gevangenis kwam, toen hij een diamant wilde stelen. In de vorige series waar de Baron in voorkwam, Het Geheim van de Schatkaart, De Verdwenen Kroon & De Verzonken Stad, is er nooit een diamant gestolen. Dit is wel gedaan door de Boevenbaas, de voorloper van de Baron in de serie.
- Aad van Toor draagt als de Baron in deel 1 van Het geheim van de schatkaart nog zijn eigen zegelring aan zijn linkerhand. Daarna niet meer, maar wel als Adriaan.
- Paul van Gorcum als Baron draagt in De verdwenen kroon en De verzonken stad een grote onyx ring aan zijn rechterhand, vanaf De geheimzinnige opdracht en De reis vol verrassingen aan zijn linkerhand.